# Mårten Thunborg
Mårten Thunborg, född 5 november 1719 i Tuna by, Ljustorps socken, död 31 augusti 1775 i Stockholm, var en svensk präst.
Mårten Thunborg var son till bonden Lars Olofsson och Brita Mårtensdotter. Efter att ha genomgått Härnösands gymnasium blev han student vid Uppsala universitet 1741 och prästvigdes 1751, varefter han hade en del förordnanden i Medelpad, bland annat som adjunkt i Njurunda socken 1751–1757, tills han 1760 blev komminister i Svegs socken. Efter sitt giftermål med en förmögen länsmansänka flyttade han 1763 till hemmanet Heden i Lillhärdals socken. Under inflytande av pietismen blev han där upphovsman till en andlig väckelse, som snart urartade på ett betänkligt sätt och bland annat tog sig uttryck i extatiska predikningar under konvulsiviska ryckningar och tungomålstalande bland anhängarna. Thunborg bekämpade först dessa fenomen men uppfattade dem senare som nådeverkningarna av den Helige Ande. Efter anmälan lät Härnösands konsistorium 1771 anställa visitation och anmälde saken för landshövdingen, som förbjöd de svärmiska sammankomsterna och anbefallde tingsrannsakning. Vidd denna förklarades Thunborg sitt ämbete förlustig och befalldes att flytta från orten. Thunborg reste då till Stockholm, där han blev väl mottagen i de pietistiska kretsarna. Häradsrättens utslag upphävdes 1772 av Svea hovrätt, som återförvisade ärendet, främst för att Thunborg inte hade undgått något förhör av konsistoriet. Han kallades då inför domkapitlet, som efter att ha tilldelat honom en varning lät honom återinträda i tjänst. Efter återkomsten hälsades han av befolkningen som martyr, svärmeriet uppblossade på nytt och gav upphov till allvarliga uppträden. Efter förnyad tingsrannsakning i början av 1774 kallades Thunborg till muntligt förhör inför Svea hovrätt, där han frimodigt försvarade sin övertygelse men samtidigt visade prov på vad som ansågs vara sjuklig överspändhet. Domen föll 5 december 1774 och innebar att Thunborg avsattes från sin tjänst och prästämbete och för sina villomeningar skulle hållas inspärrad på Härnösands hospital tills han bättrade sig. Domen blev dock överklagad hos Kunglig Majestät och innan avgörandet föll avled Thunborg och begravdes under stor anslutning från sina anhängare i Stockholm. Den religiösa rörelse Thunborg varit ledare för förlorade med tiden sin svärmiska karaktär, men levde kvar länge efter hans död.